# 玄人のひとりごと
『南倍南勝負録 玄人のひとりごと』（みなみばいあんしょうぶろく プロのひとりごと）は、中島徹による日本の漫画。『ビッグコミックオリジナル』（小学館）にて1988年7月20日第14号より連載開始された。2010年4月20日第8号より中島の病気療養を理由に休載となったが、中島が約1年後の2011年3月26日に死去したため、そのまま連載終了となり、「最終回」が描かれずに終わった。単行本は全11巻が小学館（ビッグコミックススペシャル）から刊行されている。

## 概要
俗に言うギャグ漫画。経歴・年齢など一切不明の中年男性のプロ雀士の主人公が、人々の言動や直近で起きた出来事に対して一言を持ち、玄人（プロ）のこだわりを見せる、あるいは玄人ぶって見栄を張るなど、地味な展開や無茶苦茶な展開に持ち越され、最後は主人公あるいは主人公に関わった人物が被害に遭うというオチがほとんどである作風が特徴。
基本的に1話完結方式で物語が進む。連載当初は麻雀ネタが多かったが、後には生活・食文化・賭事全般と、その範囲も広くなった。毎年、年末の掲載号では、その年に起こった大きな事件（政治・文化・芸能など）をダジャレにした麻雀対局が行われる。
万歩計という商標を出した際、使い方に問題があったとして商標登録者の山佐時計計器から抗議を受け、翌号では謝罪文を載せることとなった。
なお、本作品は『少年雀鬼-東-』のスピンアウト作品である。

## あらすじ
賭け麻雀を生業とするプロ雀士・南倍南（みなみ ばいあん）は、麻雀を初め、全ての物事に対して一言を用いて玄人（プロ）を自称し、その他の者に対して素人と見下しては被害を与え、逆に自分に帰ってくることも多いという結末を迎える、という日々が続いていく。

## 登場人物

### 主人公
南倍南（みなみ ばいあん）
本作の主人公。賭け麻雀を主な生業とする雀士。推定年齢30代後半以上。乙女座。東京都山下町在住。川上中学校卒業。麻雀・賭事全般・食文化・日常生活など、古今東西のあらゆる物事において「玄人（プロ）」を自称するが、知らないことに対しても見栄を張って玄人ぶることも多く、時にはハッタリで通すなどの荒業も用いる。その出で立ちは腰まで届く長髪をなびかせ、いつも着物（着流し）姿。ヨレヨレになっているが大島紬らしい。その長髪のせいで女性に間違えられることが幾度かある（電車内で痴漢に遭ったことも）。地方へ旅行することが多く、その先での地元の文化や麻雀を嗜む。
性格
素人、玄人で区別される玄人を常に自認しており、周囲の人間を素人として馬鹿にする場面が良くある（麻雀では特に、クロウトではなくバイニンと呼ぶ）これは、中学時代からその性格だった。その際に「この素人が！」「この素人どもが！」という発言を好んで行い、素人と彼が考える人間によって被害を受けた場合、「このドシロウトが！」「このドシロウト以下が！！」とその怒りもエスカレートしていく。そのくせ自分自身が素人呼ばわりされることに過剰に反応する。彼の言う素人衆に完全敗北を喫したり、彼以上の玄人に当たったりすることも多く、その都度周囲に笑いを振りまいている。子供に対しては悪い行いをしたら説教する反面、大人気ない行動をとることも多い。連載初期は東尾らに対しに露骨に敵対心を見せており一匹狼的な性格が強かったが、連載後期には4人で温泉旅行に行くなどかなり打ち解けていた様子であった。また、「白髪を見つけてショックを受けた」という会話に赤面しながら頷くなど、人間臭い一面を見せることも増えていた。
趣味・特技・嗜好
麻雀
麻雀の腕前はかなりのもので、素人を相手にしたときは容赦なく搾り取る。しかし、役満・四カンツを雀頭も揃わないとあがれないことを対局中の西田・東尾に言われるまで知らなかった。地方の放浪先の地元民と打つ麻雀では大敗を喫することが多く（北海道では風邪のせいで大敗した）、逆に大勝することも少ないながらある（一番多く稼いだのが京都で、千葉・埼玉でも大勝した）。トリプルロンに振り込むことも多々あり、年収数千万の年もあるが、年収10万円を切る年もある。初期には自分を含めた仲間の名前で卓を囲った際に、東南西北（東尾、南、西田、北）となるのが恥ずかしいという理由から、「山下」という偽名を名乗っていたが、すぐにバレた。ちなみに、自身の着流しの袖にはイカサマ用の牌を忍ばせている。
グルメ
かなりの食通であり食い道楽だが、自分で料理をすることもあり、手先が器用なのでその腕前もなかなかのものである。漁師相手に浜鍋を振舞った時には好評であった。コーヒーの種類にも詳しい。餅つきのこね方も上手いが、杵で付くのには不慣れであったものの、その大振りには周囲から高評価を受けた。また、小学校時代は豚肉が嫌いだった。
喫煙
喫煙者であり、よく喫煙している描写がある。禁煙したこともあるが、3日と長く持たず禁断症状を起こしていた。煙草にも好き嫌いがあるらしく、メンソール（ハッカ系）が嫌い。
スポーツ
プロ野球観戦も嗜み、西武ライオンズのファン。清原和博のファウルボールをキャッチしボールに自分のサインをして返却したことがある。また松井秀喜には一目置いている。雀荘の開店時間の暇潰しにやったビリヤードでは、心得はないものの（麻雀になぞらえて）プロ並の実力を発揮し、マッセ（ジャンプボール）も披露した。
音楽
好きな音楽は、広沢虎造の浪曲『清水の次郎長』。琴教室を開いている講師の男に麻雀の負け分を取立てに来た際、待ち合わせている間に生徒が来て琴の講師に間違われたことがあり、適当に教授して麻雀牌をかき混ぜるように琴を弾いた（爪を付ける程度は知っていた）ところ、本職の琴講師より好評だった（ただし、倍南自身は無自覚）。
生活知識・技術
真冬の豪雪地帯における家屋の雪かきの腕前も見事なもので、知らぬ間に下ろした雪に麻雀の牌の図柄を描いて見せる。障子の張り替えの技術も一流（1ミリずれただけでも張り直すなど、その面では頑固）で、通りかかった家の亭主に指導したこともある。
雑学
キノコの種類（毒の有無含む）や鳥類、ホタルの知識に明るいなど、博識な一面もある。クリスマス・イヴにおける男女カップルの恋愛の表裏事情を察するなど勘が鋭く、何股もかけている女性や、レンタカーを自分の車のように見栄を張る男などを看破しているなど、人間観察眼を持ち併せている。赤子をあやすのも得意で、電車内で泣きそうになった赤ん坊を忍ばせているイカサマの牌の音であやしていた。しかし、変な顔をした際には周囲に笑われた。
人間関係
行きつけの雀荘のオーナーや理髪店の店主、麻雀仲間などの深い親交のある人物からは「ダンナ」「南のダンナ」などと呼ばれており、初対面の人物からは「長髪」「オッサン」などと外見による呼ばれ方をされることが多い。子供からは「オッサン」「オヤジ」と言われたりもしている。
良浩（よしひろ）という名の弟がいるが、20年以上も会っていない。その容姿は、倍南いわく「（自分に似て）二枚目で体格がよく、小学校のとき6年連続で健康優良児に選ばれた」という。
中学時代に片思いしていた白川麗子という同級生がおり、中学のマドンナ的存在であった（ラブレターも送った）。しかし、同窓会での再会時、立派なオバサン（玄人の主婦）になっていたことにがっかりしていた。
麻雀を教わったかつての小学校の担任がおり、再会した際には彼に麻雀のペースを狂わされた。小学校時代にスパルタ教育を施された挙句、麻雀では「大三元はチョンボ」と大人気ない大嘘に騙され平和しかあがらせてもらえなかったという。これが現在の倍南の人格に少なからず影響を与えている。
備考
作者の旧作である『少年雀鬼-東-』に登場した敵キャラクターが元となっており、初期に麻雀ネタが多かったのもそれによる。その作品の設定では36歳独身で、「南を絡めれば必ず役満をあがる」という必殺技を持ち、主人公とは対を成す人物だったが、本作においてはそのような描写はなく、設定は一新されてほぼ別人となっている。しかし、『-東-』と並行して連載していたころにゲスト出演していたこともある。

### 主人公の周辺の人物
東尾秀一（ひがしお しゅういち）
倍南の麻雀仲間の一人で、もっとも古くから卓を囲んでいた男。1955年3月21日、千葉県生まれのAB型。普段はサラリーマンで、某百貨店外商部課係長。眼鏡を愛用している。家族には妻、親族に妹がいる。野球はヤクルトスワローズファン。相撲ファンであり、相撲の話題が出てくると麻雀の調子を上げていた。高校時代は吹奏楽部に所属しており、卒業後も高校野球のシーズンにはOBとしてブラスバンドに参加している。弟・耕平がいるが、長年行方不明で遭っていない。後に再会し、容姿が倍南に瓜二つであることから刺客として送り込んだことがある。年齢のわりにはなぜかもてるらしく、妻の他に愛人もいる。しかし、その愛人とデートをしているところを倍南に見つかったり、妻に愛人の存在がばれないよう倍南に工作を依頼したりすることもある。ワキガであるらしく、倍南に「脇をしめて（麻雀を）打て」と言われている。元・苦学生。
西田安男（にしだ やすお）
倍南の麻雀仲間の一人。1955年5月5日、高知県生まれのO型。普段はオーディオ雑誌の編集者。中日ドラゴンズのファン。つまらないオヤジギャグを言うのが大好きで、倍南たちとの対局中にしばしば寒いオヤジギャグを発しては卓上を凍りつかせる。西田のオヤジギャグにより倍南の麻雀の調子が落ちてしまうことが多いので、倍南は西田のオヤジギャグ封じに躍起になっている。既婚者で子供は男2人（6巻「攻略本攻略法」の子と10巻「レンタルビデオ店の条件」の子が長男で、7巻「お受験ブルース」の子と11巻「驚愕入学式」の子が次男）、女1人、父親とそっくりの容姿である。また、家出した兄と弟・安二郎がいる。東尾同様、元・苦学生だった。
レギュラーメンバーの中で一見勝率が高そうだが、実は一番負けているのがこの西田。オヤジギャグ回、特に年末とオリンピックは大勝しているが、それ以外は、ほぼ負けこんでおり、東尾から「またこいつがラス」と言われている。
北光蔵（きた こうぞう）
倍南と同じく賭け麻雀を生業とする雀士。1956年、北海道生まれ。咥え煙草に無精髭が特徴。野球はホークスのファン。倍南のライバル的存在として登場し、様々な点で倍南と同レベルだったが、段々とコミカルなキャラクターになっていった。20年前に家出した兄が1人おり、一時仲間内でのネタになった。
サラリーマンA
物語序盤に登場した人物。職業は大手製薬会社のプロパーである。麻雀では倍南の役満・八連荘を阻止するなどの腕前を見せた。しかし、1巻『謎の玄人雀士登場』にて札幌へ転勤してしまった。
ひげの男
上記の北に代わり麻雀仲間になった人物。その外見は、作者の他作品の『ギャンブル王子嵐』や『戦え!グリーンベレー君』に登場している「権田先生」に似ている。
彼もサラリーマンであり、妻と2人の娘がいる。親族には旅館を経営する兄がおり、その妻と子（甥）・まさるがいる。麻雀仲間の中ではプライベートを含め倍南と一緒に行動をとる事が多い。そのせいか、倍南により悲惨な目にあう事が多い。アダルトビデオを妻に密告され、愛犬も倍南になついてしまうなど、あまり良い目にあっていない。
雀荘オーナー
倍南が通う雀荘のオーナー。
二号店をオープンしたり海外旅行に行くなど羽振りはいいものの、倍南ら4人以外に常連はいないらしく、店の経営はあまり良くないようである。通販・テレビショッピングが趣味で、家に置き切れない物が雀荘にまで置かれている。常連である倍南らとはほとんど友人のような関係である。しかし、雀荘で好き勝手な振る舞いをする倍南(イカサマの為に牌を店の各所に隠されるなど)を苦々しく思っている描写もあり、内心は複雑なようである。従業員を雇い入れることは多々あるものの、入れ替わりが激しく(登場する従業員は毎回のように別人になっている)、倍南からも苦言を呈されている。

## 書籍
- 中島徹『玄人のひとりごと』小学館〈ビッグコミックススペシャル〉、全11巻

| 巻数 | 巻数 | 初版第一刷発行日      | ISBN                   | 巻数表示イラスト       |
| ---- | ---- | --------------------- | ---------------------- | ---------------------- |
| 1    | 1    | 1991年11月1日初版発行 | ISBN 978-4-09-181871-3 | 麻雀牌・一索           |
| 2    | 2    | 1994年4月1日初版発行  | ISBN 978-4-09-181872-0 | 花札・2月（梅）        |
| 3    | 3    | 1995年9月1日初版発行  | ISBN 978-4-09-181873-7 | トランプ・エース3枚    |
| 4    | 4    | 1998年6月1日初版発行  | ISBN 978-4-09-181874-4 | サイコロ・4個          |
| 5    | 5    | 2000年3月1日初版発行  | ISBN 978-4-09-181875-1 | 将棋の駒・王将         |
| 6    | 6    | 2001年5月1日初版発行  | ISBN 978-4-09-181876-8 | ドミノ                 |
| 7    | 7    | 2002年8月1日初版発行  | ISBN 978-4-09-181877-5 | スロット・スリーセブン |
| 8    | 8    | 2004年10月1日初版発行 | ISBN 978-4-09-181878-2 | 麻雀の点棒             |
| 9    | 9    | 2006年8月1日初版発行  | ISBN 978-4-09-180550-8 | 競馬の馬券             |
| 10   | 10   | 2008年12月3日初版発行 | ISBN 978-4-09-182307-6 | ルーレット             |
| 11   | 11   | 2010年8月4日初版発行  | ISBN 978-4-09-183456-0 | 丁半・ピンゾロ         |

- コンビニコミック 『南倍南勝負録 玄人のひとりごと』

単行本の巻末に、作者の中島が逝去した報告と、その冥福とこれからも本作が読者に対し永遠に愛されていくことを願うあとがきがある。
| タイトル   | タイトル   | 初版第一刷発行日     | ISBN                   |
| ---------- | ---------- | -------------------- | ---------------------- |
| 初期傑作集 | 初期傑作集 | 2011年6月8日初版発行 | ISBN 978-4-09-107393-8 |
| 後期傑作集 | 後期傑作集 | 2011年7月6日初版発行 | ISBN 978-4-09-107408-9 |